# Jan Hendriks (bisschop)
Johannes Willibrordus Maria Hendriks (Leidschendam, 17 november 1954) is een Nederlands geestelijke en een bisschop van de Rooms-Katholieke Kerk. Sinds 1 juni 2020 is hij bisschop van het bisdom Haarlem-Amsterdam.

## Jeugd
Monseigneur Hendriks komt - zowel van vaders- als van moederszijde - uit een tuindersfamilie. Zijn vader was tuinder en daarnaast o.a. veilingbestuurder. Als oudste kind uit een katholiek gezin met nog vier zussen voelde hij roeping tot het priesterschap en ging naar het toenmalige kleinseminarie Leeuwenhorst in Noordwijkerhout. Tijdens zijn schoolperiode hield het kleinseminarie op te bestaan en werd een seculiere scholengemeenschap. Ook kon hij tussen en na de lessen het Pastoraal Concilie van de Nederlandse Kerkprovincie volgen dat in het nabijgelegen congrescentrum werd gehouden. In 1973 slaagde hij voor zijn eindexamen Gymnasium A.

## Loopbaan
Na zijn propedeuse te hebben behaald aan de Katholieke Theologische Hogeschool van Amsterdam vervolgde hij zijn priesteropleiding aan het grootseminarie Rolduc in Kerkrade. Hij werd op 24 maart 1979 tot diaken en op 29 september 1979 door bisschop Ad Simonis tot priester gewijd. Hij was enige tijd kapelaan in Den Haag en vertrok daarna naar Rome, waar hij aan de Pauselijke Universiteit Gregoriana canoniek recht studeerde. In 1983 haalde hij daarin het licentiaat en in 1986 werd hij summa cum laude doctor.
In de jaren na zijn promotie doceerde Hendriks aan verschillende priesteropleidingen. Vanaf 1998 tot 2011 was hij rector van de priesteropleiding in Vogelenzang. Eerst gevestigd in Casa Carmeli. Vanaf 2006 in voormalig Graalhuis De Tiltenberg. Ook doceerde hij van 2001 tot 2011 aan de Fontys hogeschool in Amsterdam en Utrecht.
Daarnaast was Hendriks rechter bij de kerkelijke rechtbank van het bisdom Roermond en het bisdom Haarlem-Amsterdam en tevens pastoor in onder andere Haastrecht en Duivendrecht.
In 2001 werd hij lid van het kathedraal kapittel en het consultorencollege van het bisdom Haarlem-Amsterdam. In 2003 kwam de benoeming tot consultor van de Congregatie voor de Clerus. In 2005 benoemde paus Benedictus XVI hem tot kapelaan van Zijne Heiligheid.

##### Bisschop
Op 25 oktober 2011 werd Hendriks benoemd tot hulpbisschop van het bisdom Haarlem-Amsterdam. Als wapenspreuk koos hij Quodcumque dixerit vobis, facite ("Doe maar wat Hij u zeggen zal", Joh. 2,5). Door de benoeming werd hij titulair-bisschop van Arsacal in Algerije. Op 10 december 2011 vond de bisschopswijding plaats in de Sint-Vituskerk  te Hilversum. De eerst wijdende bisschop was Jos Punt; de medeconsecratoren waren Jan van Burgsteden en Hans van den Hende. Daarbij heeft hij ook het jongerenwerk van zijn voorganger overgenomen. Vanaf 1 januari 2012 had hij in het bisdombestuur de functie van vicaris-generaal.
Binnen de bisschoppenconferentie is Hendriks bisschop-referent voor het onderwijs. Als zodanig onderhoudt hij het contact met het katholiek onderwijs en de organisaties die zich met katholiek onderwijs bezighouden, vraagt aandacht voor de identiteit ervan en komt op voor de belangen ervan. Een en ander gebeurt binnen de Nederlandse Katholieke Schoolraad (NKSR).
Op 30 september 2017 werd hij benoemd tot lid van de Hoogste Rechtbank van de Apostolische Signatuur, de hoogste rechtbank van de Katholieke Kerk. Toch vindt hij nog tijd om te doceren, bijvoorbeeld aan het Sint Bonifatius Instituut.
In 2018 kwam de benoeming door de Congregatie voor de religieuzen in Rome tot Apostolisch visitator van het Monasterium in Halle (België) en in 2019 die tot Apostolisch visitator van de Broeders van Liefde in België.
Hendriks werd op 22 december 2018 benoemd tot bisschop-coadjutor van Haarlem-Amsterdam. Toen Punt op 1 juni 2020 met emeritaat ging, volgde Hendriks hem op als residerend bisschop. Binnen de bisschoppenconferentie is hij voorzitter van de juridische commissie van genoemde conferentie.
Vanaf 24 juni 2019 volgde hij als administrator tijdelijk Pierre Valkering op, die per die datum als pastoor van de parochie O.L.V. van de Vrede (in de volksmond de Vredeskerk) in Amsterdam ontslagen was. Valkering had in het voorjaar van dat jaar tijdens zijn 25-jarig priesterfeest in de viering het eerste exemplaar van een biografisch en naar zou blijken geruchtmakend boek overhandigd aan Boris Dittrich, waarin hij met name beschrijft hoe hij omgegaan was met zijn homoseksualiteit (en dus met zijn celibaatsgelofte) in die jaren. Tweeënhalf jaar later was er de kwestie met betrekking tot priester-LHBTI-activist Jan Veldt (geboren 1933, priester gewijd in 1960). De bisschop had hem verboden voor te gaan in de eucharistieviering van nieuwjaarsdag 2023. Veldt vindt de rooms-katholieke leer betreffende LHBTI'ers achterhaald en windt daar geen doekjes om. Op zijn 88e verjaardag ging hij voor tijdens een Agapéviering op het homomonument in Amsterdam. Ook richtte hij de Stichting RK homo-emancipatie Priester Jan Veldt op. Volgens een persverklaring van het bisdom was de reden van de al eerder gestelde vraag aan Veldt af te zien van publiekelijk voorgaan gelegen "in zijn levenssituatie" en niet in zijn activisme. In september 2023 moest bisschop Hendriks terugkomen op het eerder opgelegde verbod en werd Veldt gerehabiliteerd. Hij kan sindsdien weer voorgaan in publieke eucharistievieringen.
Op 30 december 2020 gaf Mgr. Hendriks de verklaring uit dat hij – na de Congregatie van de Geloofsleer te hebben geraadpleegd – de veronderstelde verschijningen, openbaringen of boodschappen aan Ida Peerdeman (in de periode 1945-1959) in Amsterdam niet van bovennatuurlijke oorsprong acht en dat de verspreiding ervan niet langer geoorloofd is. De titel “Vrouwe van alle Volkeren”, haar afbeelding en het (in 2005 gewijzigde) gebed zijn wel geoorloofd zolang maar geen link wordt gelegd met de veronderstelde verschijningen. Deze verklaring is in lijn met het door paus Paulus VI bevestigde oordeel van genoemde congregatie van 5 april 1974 (gepubliceerd op 25 mei 1974 en enkele maanden later aan bisschop Zwartkruis meegedeeld).
Maandag 7 november 2022 begon ook hij het Ad limina-bezoek van de Nederlandse bisschoppen aan de paus met een eucharistieviering op het graf van Sint Petrus. Vrijdag 11 november werd het bezoek afgesloten met een gesprek met paus Franciscus. Zij voelden zich door hem bemoedigd om door te gaan ook al is de situatie van de Romeinse kerk in Nederland niet gemakkelijk, zoals beschreven in het voor het bezoek ingeleverde rapport.
Op 8 maart 2025 leidde bisschop Hendriks de eucharistie bij de ingebruikneming van de Sint-Nicolaasbasiliek in Amsterdam als co-kathedrale kerk van het bisdom Haarlem-Amsterdam. Kardinaal Eijk begeleidde hem naar de bisschopszetel. Amsterdam heeft hiermee, 750 jaar na de stichting van de stad, een eigen kathedraal.

#### Toekomstvisie: nog maar 28 centrale kerken
Op 10 september 2022 presenteerde het bisdom aan een grote groep parochiebestuurders zijn visie op de toekomst. In een periode van vijf à 10 jaar wil men toe naar een situatie waarin er in het bisdom nog een geschatte 28 kerkgebouwen een blijvende centrumfunctie zullen hebben. Daar moeten zondagse eucharistievieringen gewaarborgd zijn. Nog eens een 27 kerken zullen nog enkele jaren fungeren als steunpunt voor een plaatselijke gemeenschap, waarbij grote investeringen worden vermeden. Zo'n 99 kerken zullen dus moeten sluiten in dit proces. Een vaste lijst zou er nog niet zijn. Parochiebesturen wordt gevraagd deze centrale kerken aan te wijzen. Dat is geen gemakkelijke taak. Daarom gaat het bisdom "pilots draaien" met een facilitator van buiten, die de parochies kan helpen. De financiële situatie maakt ingrijpen noodzakelijk. Het bisdom zal daarbij parochies bij uitgaven van 10.000 euro en meer alleen toestemming geven als gewerkt wordt aan deze centralisatie.

## Synodaal proces
Op 17 oktober 2021 opende bisschop Hendriks in de kathedraal de diocesane fase van het synodaal proces. Dit proces gaat alle gelovigen, gewijd of niet, van de katholieke kerk over heel de wereld aan. Door middel van enkele gespreksrondes in de parochies worden zij geconsulteerd over de thema's van de door de paus aangekondigde bisschoppensynodes van 2023 en 2024 over synodaliteit van en in de kerk: "communio" (latijn: gemeenschap), "participatio" en "missio" (zending).
Hiermee "gevoed" kunnen dan de bisschoppen van de synodes in '23 en '24 in Rome aan de slag. Er werd een begeleidingsteam benoemd om deze consultatie te begeleiden: emeritus-hulpbisschop mgr. Jan van Burgsteden sss, Corine van der Loos en diaken Philip Weijers. Mgr. Van Burgsteden zou samen met vicekanselier Lisette van Oordt bijzondere aandacht besteden aan de consultatie van de religieuzen en nieuwe bewegingen en vicaris Gerard Bruggink aan de consultatie van de migrantengemeenschappen.
Op 3 juni 2022 werd het diocesaan verslag gepresenteerd van de eerste gespreksronde in het bisdom. Dit ging, net als de verslagen van de andere bisdommen, naar de bisschoppenconferentie in Utrecht. Nadat deze verslagen waren geïntegreerd ging dit verslag naar het Secretariaat van de Synode in Vaticaanstad.

## Kerkelijke bewegingen
Bisschop Jan Hendriks is een regelmatige gast bij enkele zogeheten lekenbewegingen in het bisdom, die de tweede helft van de vorige eeuw in de katholieke kerk ontstaan zijn: o.a. Sant'Egidio, die in Amsterdam zijn Nederlandse centrum heeft in het Mozeshuis en de Mozes en Aäronkerk, en het Neocatechumenaat. Deze laatste beweging heeft een centrum met priesteropleiding in het bisdom, in Nieuwe Niedorp. Hij nam al enige malen deel aan ontmoetingen in Rome en in hun moderne centrum Domus Galileae in Noord-Israël.

## Huub Oosterhuis
Tijdens zijn door hem als hartelijk omschreven bezoek aan Huub Oosterhuis in januari 2021 overhandigde hij aan hem een bemoedigende brief van paus Franciscus, die net als hij pater Jezuïet was. Deze brief was gedateerd op 21 december 2020: jaardag van het overlijden van de Nederlandse Jezuïet en kerkleraar Petrus Canisius (1521-1597). Oosterhuis hechtte er aan dat bisschop Hendriks zou melden dat hij zijn uitspraak over het "demasqué van de transsubstantiatie" ongeveer 20 jaar geleden zeer betreurt. En ook dat hij zich nooit heeft laten uitschrijven uit de RK kerk. Oosterhuis stond positief tegenover paus Franciscus en las diens geschriften met grote interesse. Hendriks zei "een hand te (hebben willen) uitsteken en eraan bijdragen dat hij in vrede en verzoend zijn aardse levensreis mag kunnen voltooien." Over deze ontmoeting en de brief schreef de bisschop, na toestemming, eerst in januari 2022 op zijn weblog.
Nadat Oosterhuis was overleden op eerste paasdag 2023 schreef Hendriks: "Ik denk dat we moeten toegeven dat een aantal liederen een prachtige verwoording zijn van het Bijbelse en katholieke geloof", dat "geldt misschien niet voor alle liederen, maar ik zou er geen bezwaar tegen hebben als bepaalde liederen tot het liturgisch repertoire zouden gaan behoren." Ook prees hij zijn inzet voor sociale vraagstukken.

## W.F. Hermans
In het dorp voelde hij zich een beetje een buitenbeentje omdat hij al op de basisschool de roeping voelde om priester te worden. Toch twijfelde hij als puber wel over zijn toekomst als priester. In deze jaren maakte hij ook kennis met het werk van Willem Frederik Hermans, die deze twijfel aanvankelijk voedde. Als overtuigd atheïst ging Hermans uit van het slechte van de mensen en de zinloosheid van het leven. Zijn schrijfstijl vond ik prachtig, maar ik besefte dat zijn visie op de wereld haaks stond op de mijne. Zó leeg kon het toch niet zijn? Mijn uitgangspunt is dat de mens goed is en dat we een opdracht hebben, hier op aarde. Toen dat tot me doordrong, was dat een impuls voor mijn roeping als priester. Daarna heb ik nooit meer getwijfeld!

## Wapen
Het wapen dat Hendriks als bisschop voert bevat naast tweemaal het bisdomwapen, de Eucharistie, gesymboliseerd door een stralende zon, de lelie als symbool van Maria en in het centrum de Adelaar, symbool van Sint Jan de Evangelist, de patroonheilige van de bisschop. Het wapen is ontworpen door ir. Anders Daae.

## Varia
- Hij beheerst het Latijn. In 1986 werd hem aan de Hogeschool voor Latijnse Letteren van de Gregoriana in Rome het diploma summa cum laude uitgereikt.

## Werken (selectie)
- Doe maar wat hij u zeggen zal (overwegingen bij de zondagen van het kerkelijk jaar (Jaar A)) (Adveniat, 2019), ISBN 978 94 9316 117 7 (387 blz.).
- Kerkelijk recht. Handboek voor de pastorale praktijk (Colomba, Oegstgeest, 2011).
- Kerkelijke documenten. Inleiding en repertorium, in de reeks Tiltenbergstudies van het seminarie, 2010.
- Het celibaat van de priester, in de reeks Tiltenbergstudies van het seminarie, 2008.
- Maria. Inleiding tot de katholieke leer over de Moeder van de Verlosser (Van Gorcum, Assen, 2008).